# قطره، ادلب
قطره (به عربی: قطرة) یک روستا در سوریه است که در ناحیه سنجار واقع شده‌است. قطره ۳۵۷ نفر جمعیت دارد.